# Aphodius striatulus
Aphodius striatulus là một loài bọ cánh cứng trong họ Scarabaeidae. Loài này được Waltl miêu tả khoa học năm 1835.